# 平肋书带蕨
平肋书带蕨（学名：Vittaria fudzinoi）为书带蕨科书带蕨属下的一个种。

## 扩展阅读
- 維基物種上的相關：平肋书带蕨